# François Coignet
François Coignet (Lyon, 10 de febrero de 1814 - Saint-Denis, 30 de octubre de 1888) fue un ingeniero, inventor e industrial francés, pionero en el desarrollo del hormigón armado al ser el primero en utilizar hormigón reforzado con hierro para construir edificios.

## Semblanza

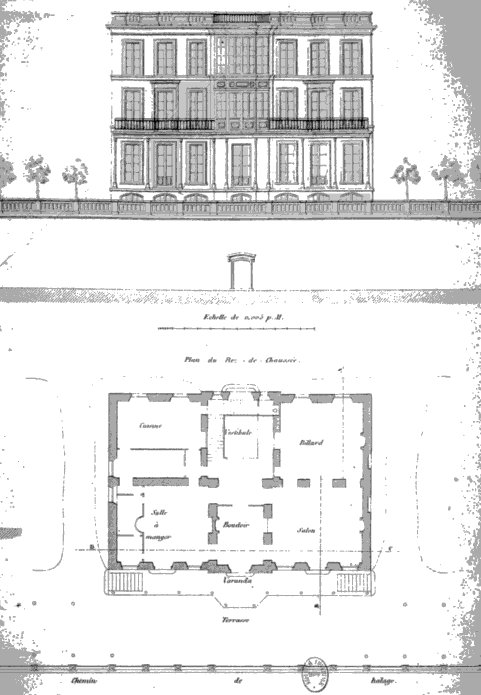
Plano de la casa (1855)

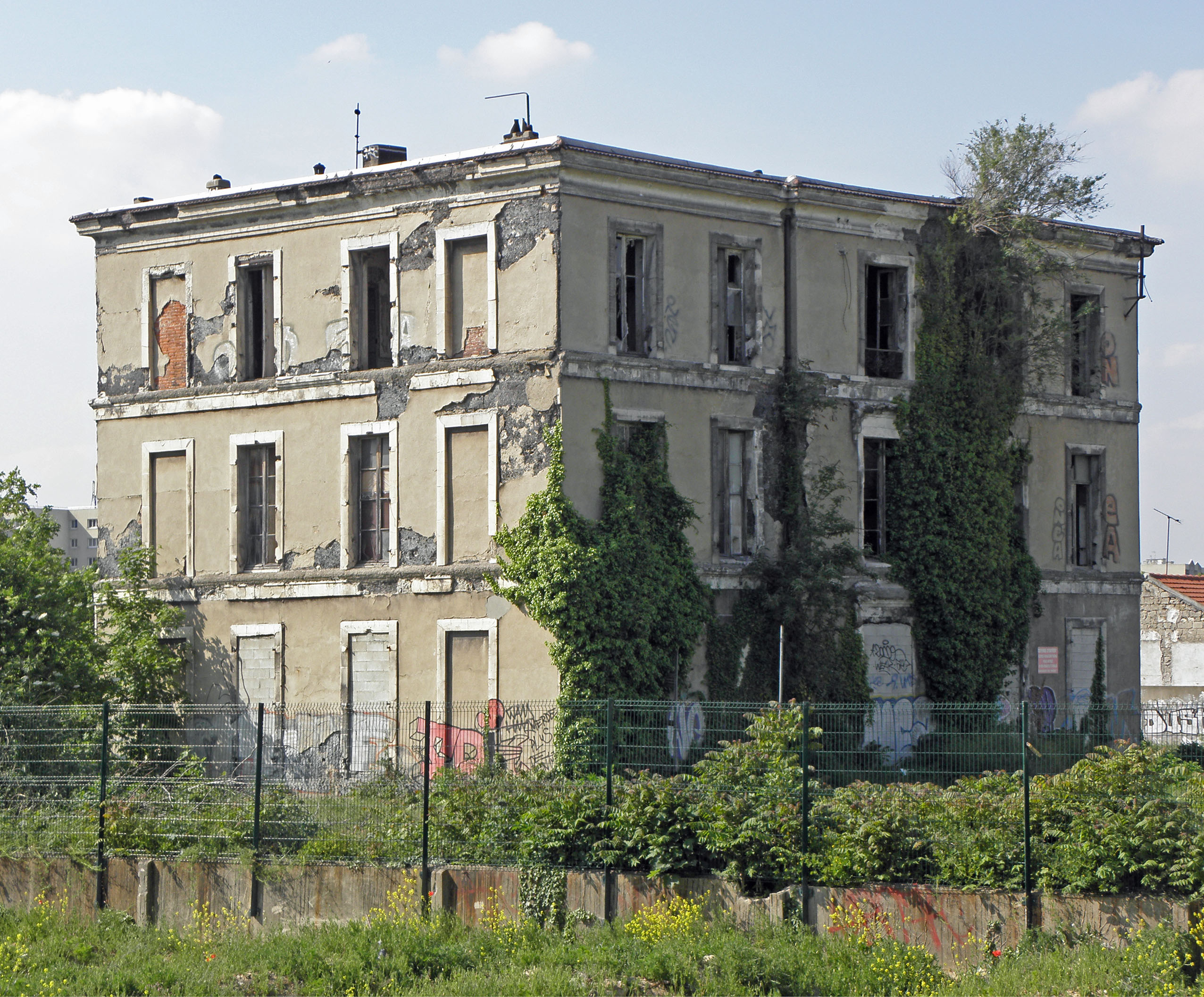
Vista fachadas sur y este de la casa Coignet

Coignet, junto con sus hermanos Louis (n. 1819) y Stephane (n. 1820), se hizo cargo en 1846 del negocio familiar, una planta química situada en Lyon. En 1847, construyó algunas casas de hormigón usando cemento en masa, que todavía no estaba reforzado con hierro.
En 1850 se casó con Clarisse Gauthier (1823-1918) y un año más tarde se instaló en Saint-Denis, una comuna cercana a París, donde en 1852 abrió una segunda planta industrial y obtuvo una patente para producir clínker. Posteriormente construyó una fábrica de cemento en Saint-Denis utilizando paramentos desnudos de hormigón con cal apisonado, construidos aplicando al material el antiguo sistema de tapiales. Esta fue la primera vez que se trabajó el hormigón de esta manera. Posteriormente obtuvo una patente en Inglaterra con el nombre de "Emploi de Béton", que detallaba sus técnicas de construcción.
Comenzó a experimentar con hormigón reforzado con hierro en 1852 y fue el primer constructor en utilizarlo como material de construcción. Decidió, como reclamo publicitario y para impulsar su negocio de cemento, construir una casa de béton armé, un tipo de hormigón armado. En 1853 construyó la primera estructura de hormigón reforzado con hierro de Francia, una casa de cuatro pisos en el número 72 de la rue Charles Michels en San Denís. La casa fue diseñada por el arquitecto local Theodore Lachez.
En 1855, un comité de catorce arquitectos dirigido por Henri Labrouste inspeccionó la casa. En el informe de Labrouste se decía que todo el trabajo de la casa se hizo íntegramente con cemento y piedra artificial. También señalaba que Coignet usó diferentes materiales de poco valor y los mezcló con cal y agua para hacer molduras decorativas y las cornisas que coronaban el edificio. La barandilla también era una masa de hormigón moldeado. En marzo de ese año, había obtenido una patente titulada Béton Économique que mostraba cómo se podía usar materiales aglomerados con cemento de bajo coste. Poco después construyó varias casas de hormigón más que todavía estaban en pie en 2021.
El informe también indicaba que Coignet había utilizado un hormigón compuesto por una mezcla de ceniza y escorias metalúrgicas con cal, al que aplicó un método de compactación. Sin embargo, también se decía que el comité tenía dudas sobre la solidez de las técnicas de Coignet y que podrían ser peligrosas. La casa ha estado abandonada durante muchos años y los okupas se han apoderado periódicamente de la propiedad. Si bien se ha deteriorado, la casa está catalogada como un elemento patrimonial y se clasificó como monumento histórico en 1998.
Coignet participó en la Exposición de París de 1855 como exhibidor para mostrar su técnica del hormigón armado. Durante la exposición, pronosticó que la técnica del hormigón armado reemplazaría a la piedra como medio de construcción. En 1856, patentó una técnica de hormigón armado utilizando barras corrugadas, y en 1861 publicó sus técnicas.
Además, fue el inventor del hormigón moldeado, conocido como Béton Coignet. Tuvo mucho éxito construyendo con esta técnica. Se convirtió en un renombrado contratista de obras y mostró sus muchos diseños, incluida la iglesia de hormigón moldeado de Le Vésinet, cerca de París, que, con su chapitel de 130 pies (39,6 m), es el primer edificio monumental de hormigón moderno.

## Proyectos de construcción

Acueducto del Vanne en París

Uno de los proyectos más grandes de Coignet fue el acueducto del Vanne para el suministro de agua metropolitano de París. Con una longitud total de 87 millas (140 km) y más de 4 millas (6,4 km) de arcos en algunos casos hasta de 100 pies (30,5 m) de altura, se encargó de la ejecución de las obras del acueducto entre 1867 y 1874. También intervino en la construcción del faro en Puerto Saíd, Egipto, así como en los altos muros de cerramiento del Cementerio de Passy y del Cementerio del Trocadero de París.